# Batalla de Cinosema
La batalla de Cinosema fue un conflicto naval ocurrido en 411 a. C. durante la guerra de Decelia (última fase de la guerra del Peloponeso). En la batalla, la flota ateniense comandada por Trasíbulo y Trasilo obtuvo una apretada victoria, pese a que inicialmente la superioridad numérica de los espartanos la habían puesto a la defensiva. Esta victoria, sucedida cuando el 
gobierno democrático de Atenas había sido reemplazado por una oligarquía y una derrota ateniense pudo haber puesto fin a la guerra, tuvo un impacto desproporcionado en cuanto a su significado táctico. Renovada su confianza, y en rápida sucesión, la flota ateniense ganó dos batallas más en el Helesponto; la segunda de ellas fue la victoria aplastante de Cícico, que acabó con la amenaza inmediata de Esparta sobre las posesiones de Atenas en el mar Negro.

## Preludio
Después de la derrota ateniense en la expedición a Sicilia en 413 a. C., una pequeña flota espartana comandada por Calcideo, quien era aconsejado y ayudado por Alcibíades, tuvo éxito provocando revueltas en distintas ciudades jonias pertenecientes al Imperio ateniense. Tras la revuelta de la ciudad clave de Mileto, el sátrapa persa Tisafernes pactó una alianza contra Atenas junto a Esparta. Los espartanos siguieron renuentes a enfrentar a los atenienses en el mar, y una flota de Atenas consiguió recapturar varias ciudades y sitiar Quíos durante los últimos meses de 412 a. C. En 411 a. C., sin embargo, nuevas rebeliones en Rodas y Eubea, junto con la captura de Abidos y Lámpsaco en el Helesponto por parte de un ejército peloponeso que marchó así allí por tierra, obligó a que los atenienses dispersaran sus fuerzas para hacer frente a las distintas amenazas. La flota espartana pudo entonces moverse libremente por el Egeo y aprovechó su reciente superioridad para levantar el bloqueo sobre Quíos y contener a la flota ateniense del Egeo en Samos.
Al retirar sus navíos del Helesponto a Samos, los atenienses pudieron restablecer su superioridad naval en el mar Egeo, pero esto posibilitó que Esparta cambiase el teatro de guerra. Así, en julio, el comandante espartano Clearco intentó llegar al Helesponto atravesando la flota ateniense con 40 navíos. Pese a que debieron regresar debido a una tormenta, poco después llegaron al Helesponto 10 barcos al mando del general megarense Helixo, donde iniciaron revueltas en Bizancio, provocando su defección, y en Calcedonia y otras ciudades importantes. Varios meses más tarde, el nuevo navarca espartano, Míndaro, tras decidir que las promesas de apoyo realizadas por Farnabazo II, el sátrapa persa de Anatolia, eran mejores que las de Tisafernes en Jonia, logró escurrirse entre los atenienses con toda su flota. Luego, se unió a los navíos peloponesos que ya operaban en el Helesponto y estableció su base en Abidos, forzando la huida de la pequeña flota ateniense en Sestos, con bajas, hacia Imbros y Lemnos.

## La batalla

Disposición de las fuerzas enfrentadas en la batalla.

Con una gran flota peloponesa operando en el Helesponto, sitio de vital importancia ya que era por donde pasaba la ruta de comercio de granos atenienses, la flota de Atenas no tuvo más opción que perseguir a Minandro. Por consiguiente, Trasíbulo, asumiendo el mando total, guio a la flota hasta Eleo, en el extremo de la península de Galípoli, donde los atenienses pasaron cinco días preparándose para enfrentarse a los 86 navíos espartanos en Abidos con sus 76 navíos. La flota ateniense avanzó en fila hacia el Helesponto, siguiendo la costa por el norte, mientras que los espartanos zarpaban de Abidos en la costa meridional. Cuando los atenienses habían rodeado el promontorio de Cinosema, los espartanos atacaron. El plan espartano era colocarse contra el flanco derecho ateniense y atrapar a la flota en el Helesponto al mismo tiempo que el centro de la formación era empujada hacia tierra. Pronto, el centro ateniense quedó varado en la costa de Cinosema; el flanco izquierdo, bajo el mando de Trasilo, acosado por barcos siracusanos e incapaz de ver al resto de la flota debido al promontorio, no pudo acudir en su ayuda. Mientras tanto, Trasíbulo pudo lograr que el flanco derecho evitase ser rodeado al externder su línea hacia el oeste; pero este movimiento lo hizo perder contacto con el centro de la formación. Con los atenienses divididos y gran parte de su flota incapacitada, la victoria espartana parecía asegurada.
Sin embargo, en este momento crítico, la línea peloponesa comenzó a entrar en desorden cuando los navíos rompieron la formación para perseguir a los barcos atenienses. Al ver esto, Trasíbulo hizo girar sus navíos abruptamente y atacó el flanco izquierdo espartano. Luego de vencer a estas naves, la derecha ateniense avanzó hacia el centro peloponesio y, encontrándolo en un estado de desorganización, también lo venció con rapidez. Los siracusanos del flanco derecho, viendo huir al resto de su flota, abandonaron su ataque sobre la izquierda ateniense y también emprendieron la fuga. El estrecho aseguró que los peloponesos tuviesen un corto camino para hallarse a salvo y limitó el daño que los atenienses podían provocar; no obstante, al finalizar el día la flota de Atenas había capturado 21 navíos espartanos contra los 15 que habían sido tomados por los peloponesos al comienzo del enfrentamiento. Los atenienses colocaron un trofeo en Cinosema y se establecieron en Sestos, mientras que los peloponesos se dirigieron de regreso a Abidos.

## Consecuencias
Durante los días que siguieron a la batalla, los atenienses repararon sus navíos en Sestos y despacharon un pequeño destacamento a Cícico, recapturando la ciudad y tomando 8 trirremes que encontraron en el camino. Se envió un trirreme a Atenas, donde la inesperada noticia del éxito restauró la confianza del pueblo en el esfuerzo bélico. El historiador Donald Kagan enfatiza el efecto que esta victoria tuvo sobre los atenienses. Forzados a luchar bajo términos establecidos por sus enemigos, en una época cuando la ciudad carecía de recursos para construir una nueva flota, los atenienses pudieron haber perdido la guerra ese día en Cinosema. En su lugar, consiguieron una victoria que les permitió seguir luchando.